# کروس
کِروس (یونانی: Κέρος؛ در دوران باستان کریا یا کرِئیا (یونانی باستان: Κέρεια)) جزیره‌ای خالی از سکنه در یونان است که در کیکلادها و در حدود ۱۰ کیلومتر (۶ مایل) جنوب‌شرقی ناکوس واقع شده است. از نظر اداری، بخشی از منطقه کوفونیسیا به‌شمار می‌رود. این جزیره دارای مساحت ۱۵ کیلومتر مربع (۶ مایل مربع) است و بلندترین نقطهٔ آن ۴۳۲ متر (۱٬۴۱۷ فوت) ارتفاع دارد. این جزیره در حدود ۲۵۰۰ پیش از میلاد، مکانی مهم در تمدن کیکلادی بود. در حال حاضر، ورود به کروس ممنوع است.

## گنجینهٔ کروس

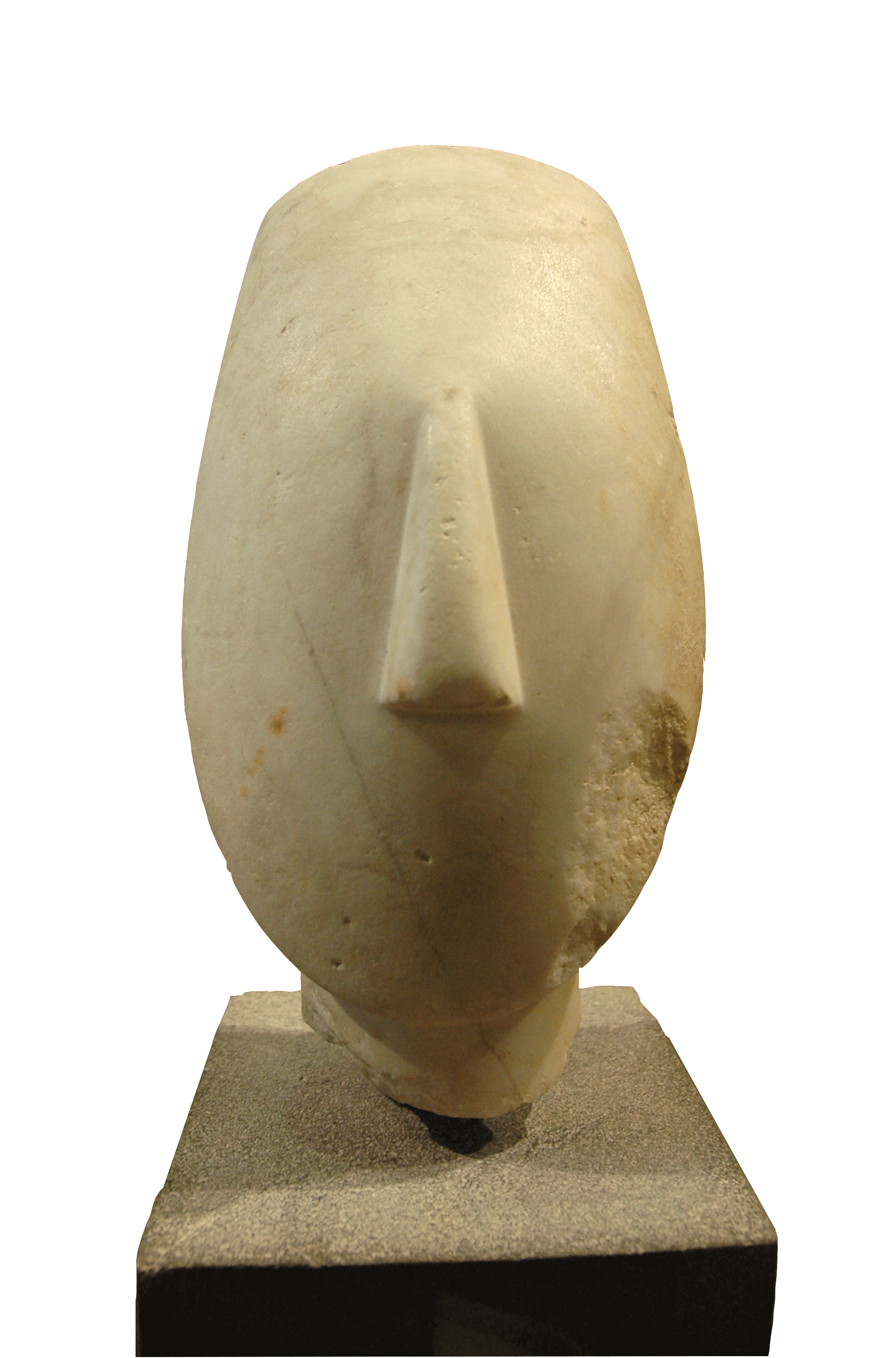
سردیسی از یک زن، ۲۷۰۰–۲۳۰۰ پیش از میلاد، فرهنگ کروس

«گنجینهٔ کروس» مجموعه‌ای بسیار بزرگ از تندیس‌های کیکلادی است که در جزیرهٔ کروس کشف شده است.
در سال‌های ۲۰۰۶ تا ۲۰۰۸، پروژهٔ باستان‌شناسی کمبریج در کروس، با هدایت مشترک کالین رنفرو و دیگران، حفاری‌هایی در کاووس در ساحل غربی جزیره انجام داد. باور بر این است که این ناحیه منشأ «گنجینهٔ کروس» از تندیس‌های شکستهٔ کیکلادی بوده است. اشیای به‌دست‌آمده شامل تندیس، ظروف و اشیای مرمری دیگر هستند که همگی پیش از دفن شکسته شده بودند و احتمالاً در جایی دیگر شکسته و سپس به کاووس آورده شده‌اند. نبود قطعات پیوسته نشان می‌دهد که تنها بخشی از اشیای شکسته در این محل دفن شده‌اند، و مطالعات جاری روی سفالینه‌ها و اشیای دیگر نشان می‌دهد که این مواد از منابع گوناگونی گردآوری شده‌اند.

## دسکالیو

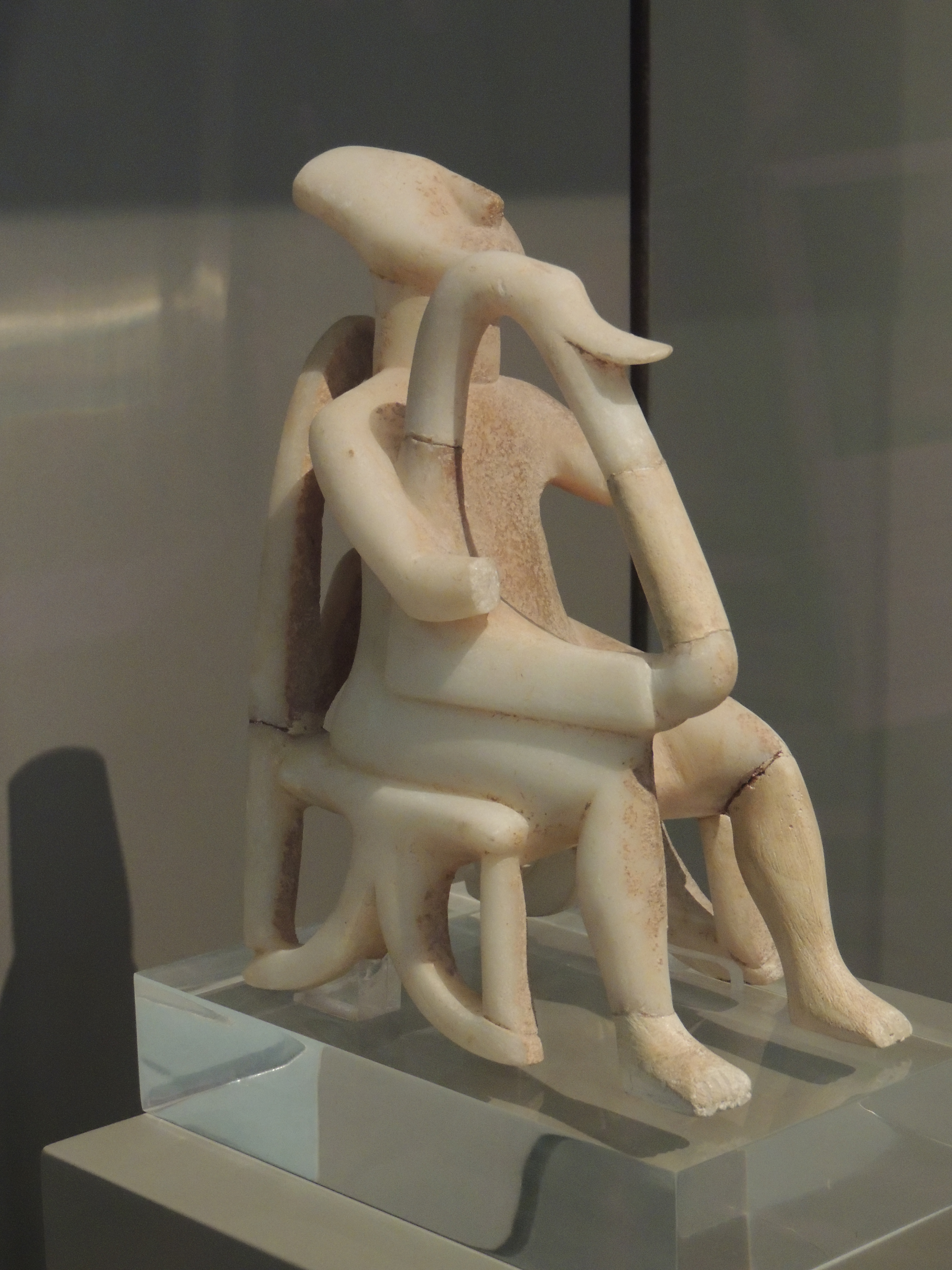
نوازندهٔ چنگ از کروس، ۲۶۰۰ پیش از میلاد. موزه باستان‌شناسی ملی آتن

در سال‌های ۲۰۰۷–۲۰۰۸، همین پروژه، سکونتگاهی بزرگ از دورهٔ کیکلادی را در جزیرهٔ دسکالیو شناسایی و حفاری کرد که پیش‌تر به کروس متصل بود اما اکنون به‌دلیل افزایش سطح آب دریاها، به جزیره‌ای کوچک تبدیل شده است. در این حفاری، بنایی بزرگ به طول ۱۶ متر و عرض ۴ متر کشف شد—بزرگ‌ترین بنای شناخته‌شده از آن دوره در کیکلادها—که در آن، «گنجینهٔ دسکالیو» شامل یک اسکنه، تیشه-تبر و تبری با سوراخ دسته از جنس مس یا برنز یافت شد. بررسی‌ها نشان داد که بیشتر سطح این جزیرهٔ کوچک—در مجموع ۷٬۰۰۰ مترمربع—در عصر برنز آغازین سکونت داشته است که این مکان را به بزرگ‌ترین پایگاه شناخته‌شده در کیکلادها در آن زمان بدل می‌کند. مطالعات تخصصی در زمینه‌های ژئومورفولوژی، زمین‌شناسی، پتروگرافی، سفال‌شناسی، فلزکاری و بوم‌شناسی (بازمانده‌های گیاهی و جانوری، فیتولیت‌ها) انجام شد.
در سال ۲۰۱۲، فعالیت‌های این سایت به سال‌های ۲۷۵۰ تا ۲۳۰۰ پیش از میلاد تاریخ‌گذاری شدند، که پیش از هر نشانه‌ای از پرستش خدایان در دریای اژه است.
در سال ۲۰۱۸، حفاری‌ها بقایای دیوارهای پله‌پله و سازه‌های سفیدرنگ عظیمی را در این جزیره آشکار کرد. این سازه‌ها با ۱٬۰۰۰ تن سنگ ساخته شده بودند و دماغه‌ای به عرض تنها ۵۰۰ فوت (۱۵۰ متر) را به یک هرم پلکانی بزرگ تبدیل کرده بودند. شواهدی از تونل‌های زهکشی پیچیده و آثار فلزکاری پیشرفته یافت شد. پژوهشگران معتقدند که این سایت یکی از چشم‌گیرترین سایت‌های باستان‌شناسی در دریای اژه در عصر برنز آغازین است. یافته‌ها نشان می‌دهند که دماغهٔ دسکالیو تقریباً به‌طور کامل زیر بنای یادمانی پوشیده شده بود. باستان‌شناسان برآورد کرده‌اند که یونانیان باستان دست‌کم ۳٬۵۰۰ سفر دریایی انجام دادند تا میان ۷٬۰۰۰ تا ۱۰٬۰۰۰ تن سنگ مرمر سفید را از جزایر مختلف برای ساخت این ساختار منتقل کنند. پژوهشگران گفته‌اند که: «جزیره به‌طور طبیعی شکل هرمی دارد، اما نباید آن را هرم بنامیم—زیرا هرم ساختاری کاملاً مصنوعی است.»

## فرهنگ کروس-سیروس
فرهنگ کروس-سیروس برگرفته از نام دو جزیرهٔ کروس و جزیره سیروس در کیکلادهاست. این فرهنگ در دورهٔ کیکلادی آغازین دو (حدود ۲۷۰۰ تا ۲۳۰۰ پیش از میلاد) شکوفا شد. برخی از سالم‌ترین آثار این فرهنگ در کئا و ایوس، که در نزدیکی کروس هستند، یافت شده‌اند.
برخی از آثار برجستهٔ این فرهنگ، «تابه‌ها» هستند—ظروف دایره‌ای کم‌عمق یا کاسه‌هایی با کف تزئین‌شده. در این دوره، استفاده از فلز به‌طور گسترده‌ای رایج شد.